# Leptoscelis majesticus
Leptoscelis majesticus – gatunek pluskwiaka z rodziny wtykowatych.
Gatunek ten opisali w 2011 roku H. Brailovsky i E. Barrera na podstawie dwóch samic. Holotypową odłowiono w rezerwacie Rio Tambopata w Peru, a paratypową w Campo Palma Sola w Boliwii.
Pluskwiak o ciele długości około 17,5 mm. Głowa i przedplecze ciemnokasztanowe, czarno punktowane. Głowa płaska, w obrysie wydłużenie trójkątna z zaokrąglonym wierzchołkiem. Wzgórki oczne wyniesione, otoczone głębokimi szwami. Pierwsze trzy człony czułków ciemnorudopomarańczowe, przy czym drugi na obu końcach rozjaśniony, a trzeci rozjaśniony tylko przy stawie nasadowym. Czwarty człon czułków ciemnorudopomarańczowy tylko w nasadowej ⅓, a dalej jasnożółty. Trapezowate, delikatnie punktowane przedplecze ma przednie kąty zaokrąglone i pozbawione jest przednich guzków. Tarczka, przykryka i międzykrywka są jasnobrązowawopomarańczowe z rudobrązowym punktowaniem. Krawędź kostalna półpokryw jasnożółta, plama przy krawędzi wierzchołkowej białożółta, a zakrywka ciemnokasztanowa z jaśniejszymi żyłkami. Listewka brzeżna z przodu jasnopomarańczowa, z tyłu czarna. Przedni płat przetchlinki zatułowia żółty.
Owad znany z Peru i Boliwii.